# Rio Tapajós
Rio Tapajós är en flod i Brasilien. Den är belägen i den centrala delen av landet, 1 700 km norr om huvudstaden Brasília.
Omgivningen kring Rio Tapajós är ganska glesbefolkat, med 21 invånare per kvadratkilometer.